# Oxira angusta
Oxira angusta är en fjärilsart som beskrevs av Louis Beethoven Prout 1922. Oxira angusta ingår i släktet Oxira och familjen nattflyn. Inga underarter finns listade i Catalogue of Life.